# Conseil des arts de l'Ontario
Le Conseil des arts de l’Ontario (CAO) est un organisme canadien financé par des fonds publics dont le but consiste à promouvoir les arts et à favoriser leur développement au profit de tous les Ontariens. Établi à Toronto dans la province d’Ontario, le CAO a été créé en 1963 par le premier ministre de l’époque, John Robarts.
Le CAO joue un rôle essentiel en matière de stabilité et de croissance du milieu artistique de l’Ontario. Organisme autonome relevant du Ministère des Industries du patrimoine, du sport, du tourisme et de la culture (en), il met à la disposition des artistes et des organismes artistiques de la province plus de cinquante programmes de subvention. Les subventions peuvent financer une activité précise, une période déterminée ou le fonctionnement courant. Le CAO offre également des bourses et des prix financés par des fonds privés, et appuie encore le milieu artistique de l’Ontario par ses recherches et analyses statistiques dans le secteur des arts et de la culture.
Le personnel du CAO gère les programmes de subvention, tandis que le conseil d'administration, composé de 12 membres bénévoles, veille à la réalisation du mandat de l’organisme. Les membres du conseil d'administration sont nommés par le gouvernement de l’Ontario pour un mandat de trois ans renouvelable une seule fois.
Le CAO assure des subventions de trois façons :
- Discipline artistique – arts visuels et médiatiques, danse, littérature, métiers d’art, musique, théâtre.
- Activité artistique ou autre – arts communautaires, éducation artistique, résidences, tournées et renforcement des capacités / perfectionnement professionnel.
- Pratique culturelle – arts autochtones, arts francophones.